# Heilig Geist (Hochzoll)

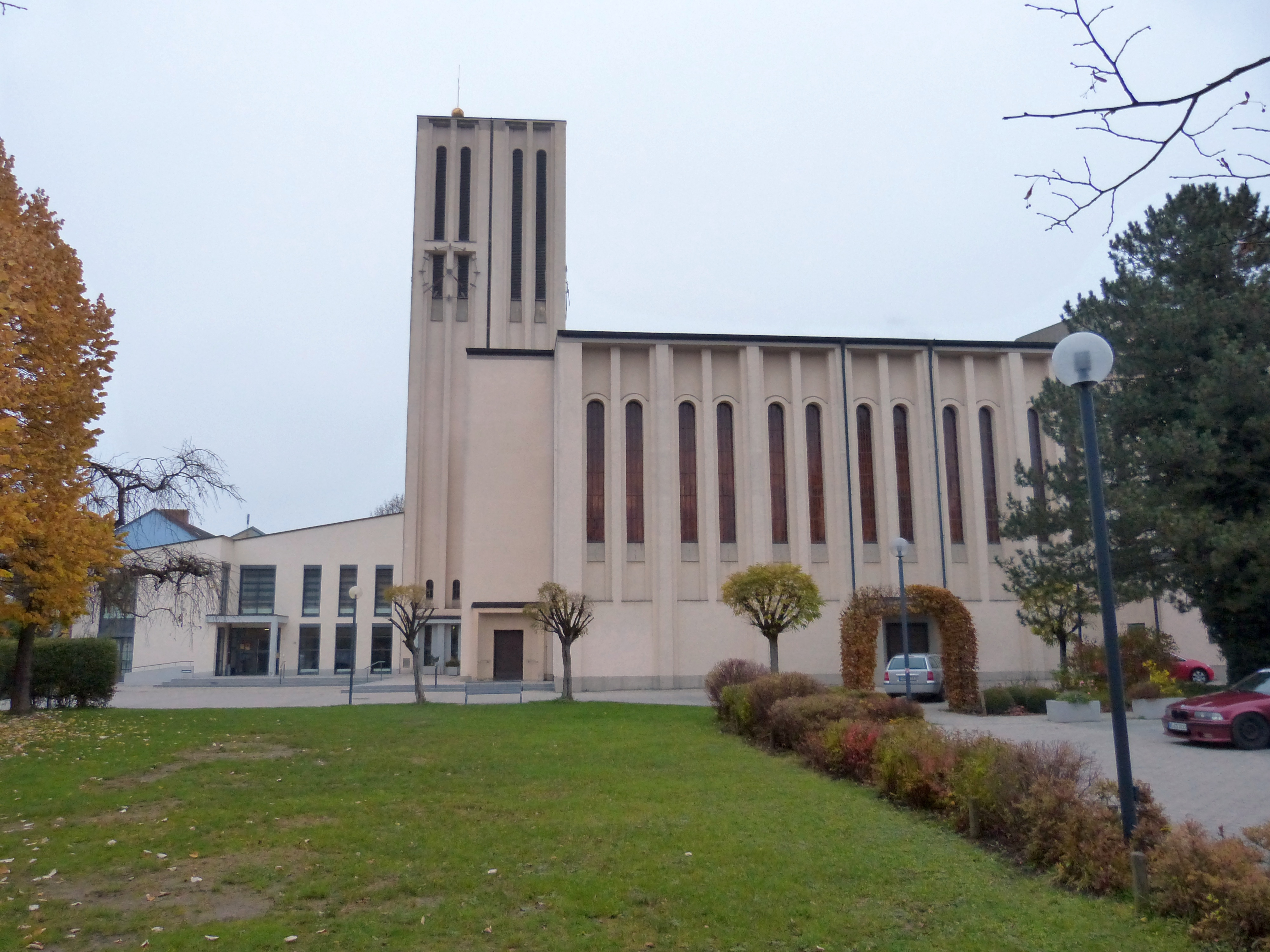
Heilig Geist in Hochzoll

Die römisch-katholische Stadtpfarrkirche Heilig Geist steht in Hochzoll, einem Stadtteil von Augsburg von Bayern. Das Bauwerk ist in der Liste der Baudenkmäler in Augsburg-Hochzoll als Baudenkmal unter der Nr. D-7-61-000-1224 eingetragen.

## Beschreibung
Die Kirche wurde 1954/55 nach Plänen von Thomas Wechs erbaut. Sie besteht aus einem Langhaus, einem eingezogenen Chor im Osten und einem Kirchturm an der Nord-West-Ecke des Langhauses. Die Flachdächer des Langhauses und des Chors bestehen aus Spannbeton-Fertigdecken. Die Orgel wurde 1982 von der WRK Orgelbau gebaut.